# Chrysobothris parvipunctata
Chrysobothris parvipunctata es una especie de escarabajo del género Chrysobothris, familia Buprestidae. Fue descrita científicamente por Obenberger en 1914.